# Tofana di Rozes
Tofana di Rozes (také Vordere Tofana nebo Tofana I) je hora v Dolomitech v italské provincii Belluno o nadmořské výšce 3225 m. Se svou proslulou jižní stěnou tvoří nejpůsobivější, i když nejnižší vrchol trojvrší Tofana západně od města Cortina d'Ampezzo. 

## Poloha
Tofana di Rozes je nejjižnější ze tří vrcholů Tofany a od vrcholu Tofana di Mezzo ji odděluje sedlo Forcella Fontananegra (2561 m). V této oblasti se nachází Rifugio Giussani a Rifugio Cantore, které již není spravováno. Na západě ji odděluje od dvouvrcholového Lagazuoi sedlo Forcella Bois (2331 m) a na západě a severu tvoří hranici s horskou skupinou Fanes údolí Val Travenanzes. Při pohledu ze severu se hora jeví jako trojúhelníková skalní pyramida, na jihu se ukazuje jedna z nejimpozantnějších stěn Dolomit, obvykle nazývaná Tofana Sud. I přes nejnižší výšku vrcholu je hora nejznámějším motivem Tofane právě díky této 800 metrů vysoké jižní stěně. V dolní části stěny se nachází několik metrů hluboká jeskyně Grotta della Tofana, kterou navštívil již Paul Grohmann.

## Alpinismus
Prvovýstup uskutečnil 29. srpna 1864 Paul Grohmann s místními obyvateli Francescem Lacedellim, Angelem Dimaiem a Santo Siorpaesem. Grohmann a Lacedelli uskutečnili prvovýstup na Tofana di Mezzo již rok předtím. Podobně jako oni zvolili výstup z Forcella Fontananegra severovýchodním úbočím, tedy dnešní běžnou trasou. Grohmann byl výhledem z vrcholu nadšený:

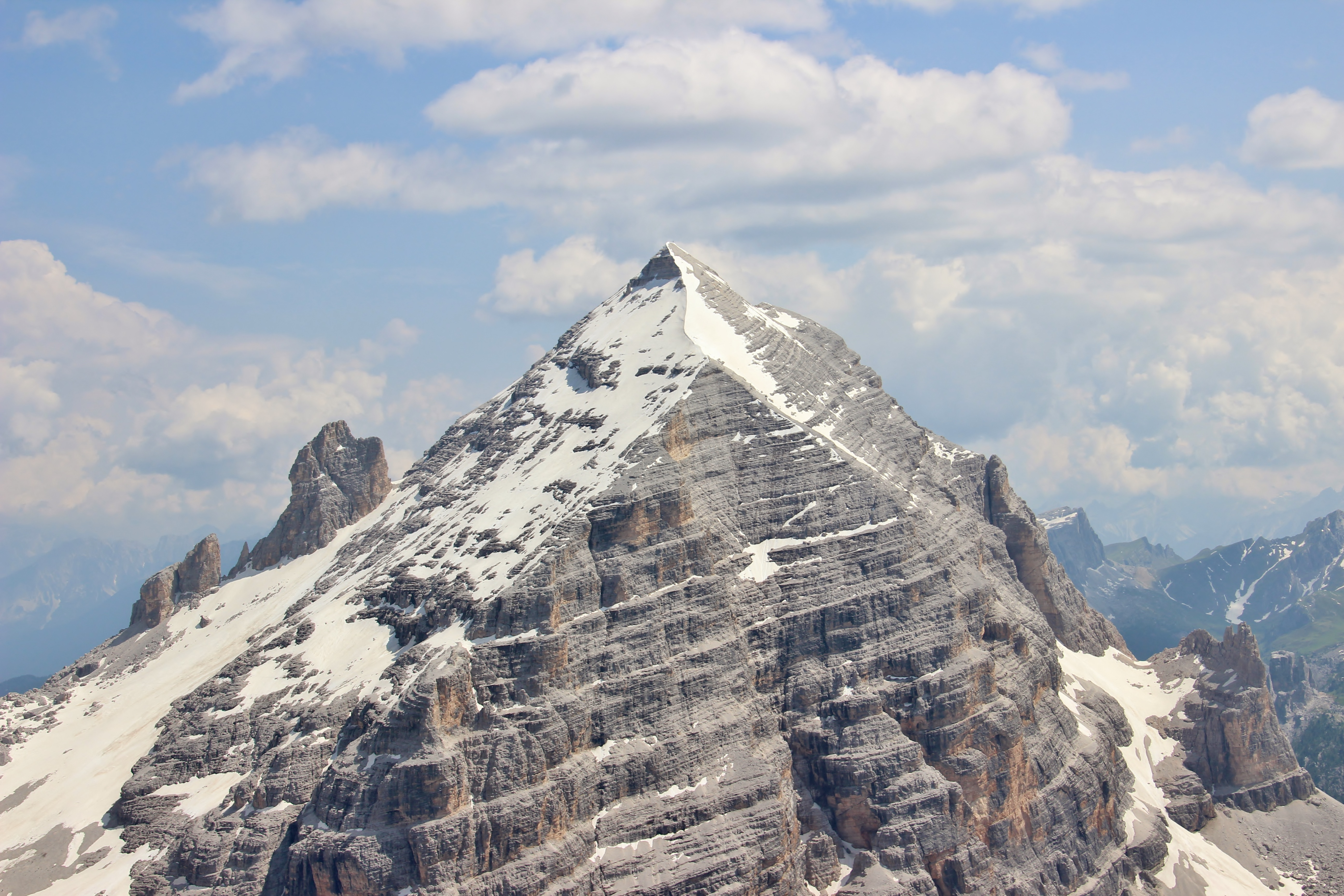
Tofana di Rozes ze severu: Obvyklá trasa vede po horním severozápadním hřebeni (uprostřed fotografie vlevo).

„Nejsem přítelem počítání nesčetných horských vrcholů, abych popsal výhled, a zdržuji se toho i zde, ale jeden detailní obraz panoramatu mi zůstane nezapomenutelný: strašlivé skály dvou dalších vrcholů Tofany v bezprostřední blízkosti a mezi nimi Hohe Gaisl, který se dívá dál za sebe, Croda rossa Ampezzanů; jenom nejvyšší část, ale ta krvavě rudá, zvláštní kontrast proti šedým vápencovým stěnám Tofany!“
V srpnu 1901 Ilona a Rolanda von Eötvös spolu s Antoniem Dimaiem, Giovannim Siorpaesem a Agostinem Verzim poprvé zdolali kolosální jižní stěnu. Via Eötvös-Dimai (stupeň obtížnosti IV) je dnes považována za jednu z klasických cest v Dolomitech.Stěna, nápadně členěná mohutnými pilíři, byla v průběhu 20. století zdolána téměř 30 různými cestami. Mezi nejvýznamnější patří druhý pilíř (Secondo Pilastro, stupeň obtížnosti VI), který jako první vylezli Ettore Constantini a Luigi Ghedina v roce 1946, a Via delle Tridentina (také VI), kterou vylezli Walter Bonatti a P. Contini v roce 1952. Dalších významných prvovýstupů dosáhli Angelo Dibona, Walter Stößer a Attilio Tissi.
Během první světové války byla Tofana di Rozes považována za mimořádně spornou horu. 22. července 1915 obsadila hlídka 3. jägerského pluku německého alpského sboru v rámci první dolomitské ofenzivy dosud neobsazený vrchol. Tofana I byla bráněna proti Italům až do 18. září. 

## Přístupnost
Navzdory svému impozantnímu vzhledu je Tofana di Rozes nejjednodušeji dostupný vrchol ze tří vrcholů Tofany - kromě výstupu lanovkou na Tofana di Mezzo. Vysokohorští turisté mají dvě možnosti výstupu na vrchol Tofana di Rozes.
- Běžná trasa vede od Rifugio Giussani (2580 m) po skále pokryté škrapy na severozápadní hřeben a nakonec na vrchol. Zbytky firnu nejsou v horní oblasti nijak vzácné.
- Druhou variantou je Via ferrata Giovanni Lipella (obtížnost C/D), otevřená v roce 1967. Obvykle se na něj vyráží z Rifugio Angelo Dibona (2083 m). Stezka vede nejprve pod mohutnou jižní stěnou ke vchodu, kde je třeba překonat strmý 800 m dlouhý tunel (nutné čelovky). Poté vede stezka po západní straně hory severním směrem k vrcholu Tre Dita (2694 m) a nakonec se stáčí k jihu. Poté se dostanete na normální trasu a na vrchol.